# Cosmic Fantasy 2
Cosmic Fantasy 2, conosciuto in Giappone come Cosmic Fantasy 2: Bouken Shounen Ban (コズミック・ファンタジー2 冒険少年バン?, Kozumikku Fantajī Tsū Bōken Shōnen Ban), è un videogioco di ruolo pubblicato nel 1991 da Nippon Telenet per TurboGrafx CD. Distribuito in America settentrionale nel 1992 da Working Designs, il gioco è l'unico titolo della serie Cosmic Fantasy commercializzato in Occidente.
Il videogioco è incluso nella raccolta Cosmic Fantasy Stories (コズミックファンタジーストーリーズ?, Kozumikku Fantajī Sutōrīzu) per Sega Mega CD che include il prequel.